# 来沙木单抗
来沙木单抗（INN：Lexatumumab；开发代号：ETR2-ST01、HGS-ETR2），或译来沙妥木单抗，是一种针对TRAIL-R2（DR5、APO-2）的实验性激动性人单克隆抗体，旨在用于治疗癌症。
来沙木单抗由人类基因组科学公司与剑桥抗体技术公司合作产生。
该药物的开发开发于2015年停止。